# Шкулин, Николай Николаевич
Николай Николаевич Шкулин (1 сентября 1912, Владимир — 1989, Хабаровск) — советский фотограф, военный фотокорреспондент.

## Биография
Николай Николаевич Шкулин родился 1 сентября 1912 года во Владимире. Отец, Николай Петрович Шкулин, был бухгалтером. Мать, Софья Владимировна (Евсеева) Шкулина, умерла в 1920 году, когда Николаю было 8 лет. В 1929 году, когда ему было 17 лет, начал работать в Ивановской областной молодёжной технической станции инструктором по фотографии. В 1930 году, после окончания школы, поступил на работу фотокорреспондентом в журнал «Ударник».
В 1931 году Николай Николаевич поступал в Ивановский химический институт на химический факультет, но, как сын служащего, конкурс не прошёл и был вынужден устроиться в Ивановское отделение вэо электромонтером. В 1932 году был зачислен в Ивановский сельскохозяйственный институт. Однако через два года, в 1934, из-за болезни отца ему пришлось оставить учёбу. Вместе с братом Вячеславом они начали выступать в Госцирке СССР.
Находясь на гастролях в 1934 годы на Дальнем Востоке, работая в Никольск-Уссурийском госцирке, был призван в Рабоче-крестьянскую красную армию и зачислен в учебный батальон 42-й мотомеханизированной бригады. В 1936 году остается на сверхурочную службу в отделе боевой подготовки штаба Приморской группы войск Особой Краснознаменной армии (ОКДВА) на должности фотографа в подчинении начальника отдела боевой подготовки Н. Э Берзарина.
В 1938 году переезжает в Хабаровск и становится фотокорреспондентом Хабаровского отделения ТАСС, через год переходит на работу в газету «На защиту Родины!».
Участвовал в Хасанских боях и в боях на Халкин-Голе.
В августе 1945 года Николай Шкулин участвовал в Манчжурской наступательной операции, дошел до Харбина.
11 декабря 1947 года Николай Шкулин приказом маршала Советского Союза Р. Я. Малиновского перешел в редакцию газеты Дальневосточного Военного Округа «Суворовский натиск», затем перешел в газету «Тихоокеанская звезда».
В 1980 годах Шкулин передал коллекцию негативов в собрание Хабаровского краевого музея имени Н. И. Гродекова.

## Работы
Данные фотографии были сделаны во время Манчжурской операции на Дальнем Востоке в августе — сентябре 1945 года.

## Семья
- отец — Николай Петрович Шкулин
- мать — Софья Владимировна (Евсеева) Шкулина
- супруга — Тамара Павловна (Бородько) Шкулина
- дети — Владимир Николаевич Шкулин, Николай Николаевич Шкулин